# Валансьен (округ)
Валансьен (фр. Valenciennes) — округ (фр. Arrondissement) во Франции, один из округов в регионе О-де-Франс. Департамент округа — Нор. Супрефектура — Валансьен.
Население округа на 2019 год составляло 351 264 человека. Плотность населения составляет 553 чел./км². Площадь округа составляет 634,8 км².

## Состав
Кантоны округа Валансьен (после 22 марта 2015 года):
- Анзен
- Валансьен
- Денен
- Марли
- Ольнуа-ле-Валансьен
- Сент-Аман-лез-О

Кантоны округа Валансьен (до 22 марта 2015 года):
- Анзен
- Бушен
- Валансьен-Нор
- Валансьен-Сюд
- Валансьен-Эст
- Денен
- Конде-сюр-л'Эско
- Сент-Аман-лез-О-Левый берег
- Сент-Аман-лез-О-Правый берег